# كام (حديبو)

تعديل مصدري - تعديل

كام هي إحدى قرى مديرية حديبو التابعة لمحافظة سقطرى، بلغ تعداد سكانها 92 نسمة حسب تعداد اليمن لعام 2004.